# 大殺陣 雄呂血
『大殺陣 雄呂血』（おおたておろち）は、1966年7月2日に大映が配給した、田中徳三監督による時代劇映画で、主演は市川雷蔵。1925年に主演・阪東妻三郎、監督・二川文太郎で製作された無声映画
・『雄呂血』のリメイク映画である。モノクロ、シネマスコープ、映倫番号:14541。

## あらすじ
小布施拓馬は、信州のとある藩の道場師範代を務めている。ある日、一年間の約定で、家老の息子の身代わりに、とある殺害事件の加害者ということになり、姿を隠した。しかしその約束の一年後、家老は既に死去し、ある男の裏切りによって、自分が真犯人となっている事を知る。拓馬は追手から追われ、弁明も叶わず、やむを得ず数人を切り捨てて難を逃れた。彼はその後も追われ、彼と関わった人たちには不幸が訪れた。その後、やくざの用心棒となるが、そのやくざからも裏切られ、彼の居場所は追手たちに囲まれると、彼はこれまでの怒りを爆発させるかの如く、追手たちを斬り倒す。

## 配役
- 市川雷蔵 : 小布施拓馬
- 八千草薫 : 波江
- 藤村志保 : 志乃
- 中谷一郎 : 真壁十郎太
- 五味竜太郎 : 樫山伝七郎
- 内藤武敏 : 樫山又五郎
- 戸田皓久 : 落合右京
- 水原浩一 : 田所常右衛門
- 伊達三郎 : 大熊
- 荒木忍 : 高倉勘解由
- 吉田義夫 : 仏の五郎蔵
- 玉置一恵 : 寺田
- 寺島雄作 : 佐八
- 木村玄 : 手代平吉
- 平泉征 : 片桐万之助
- 三木本賀代 : 奈美江
- 毛利郁子 : お滝
- 南部彰三 : 片桐太平
- 堀北幸夫 : 伊吹
- 菊野昌代士 : 船頭
- 志賀明 : 子分
- 西岡弘善 : 半助
- 勝村淳 : 儀十
- 森内一夫 : 松永
- 黒木英男 :保本
- 伴勇太郎 : 小石
- 小柳圭子 : 中年女
- 小林加奈枝 : やりて婆
- 藤岡琢也 : 舟次郎
- 内田朝雄 : 井坂弥一郎
- 加藤嘉 : 真壁半太夫

## スタッフ
- 監督 : 田中徳三
- 企画 : 奥田久司
- 原案 : 寿々喜多呂九平
- 脚本 : 星川清司、中村努
- 撮影 : 牧浦地志
- 録音 : 林土太郎
- 美術 : 西岡善信
- 音楽 : 伊福部昭
- 編集 : 菅沼完二
- 照明 : 中岡源権
- 擬斗 : 宮内昌平
- 助監督 : 太田昭和[6]
- 製作主任 : 村井昭彦

## 併映作品
- 『処刑の島』: 篠田正浩監督、石原慎太郎脚色